# Anaglyptus ganglbaueri
Anaglyptus ganglbaueri är en skalbaggsart som beskrevs av Edmund Reitter 1886. Anaglyptus ganglbaueri ingår i släktet Anaglyptus och familjen långhorningar. Inga underarter finns listade i Catalogue of Life.